# Mexipedium xerophyticum
Mexipedium xerophyticum es la única especie del género Mexipedium, una orquídea monopodial litófita de la subfamilia Cypripedioideae de la familia de las Orchidaceae. Se encuentran solamente en la zona de Oaxaca, en México.
La planta, clasificada como Phragmipedium xerophyticum a su descubrimiento por los biólogos mexicanos Soto Arenas, Salazar y Hágsater, fue identificada como un género separado por Victor A. Albert y Mark W. Chase en 1992, basándose en que posee un ovario unilocular más similar al de las especies del género Paphiopedilum y Cypripedium que de los ovarios triloculares de Phragmipedium. Esta reclasificación no ha sido universalmente aceptada por todos los autores.
Géneros aliados son Cypripedium, Paphiopedilum, Selenipedium y Phragmipedium.

## Etimología
El nombre Mexipedium, deriva del país donde es endémica, México, y del latín pes, "pie", en referencia a la forma del labelo. El nomen triviale "xerophyticum" significa "prefiere las condiciones de sequedad".
Nombre común"Zapatilla de dama" o "zapatilla de Venus" de México.
Sinónimos
- Phragmipedium xerophyticum Soto Arenas, Salazar & Hágsater, 1990 (Basionym)
- Paphiopedilum xerophyticum (Soto Arenas, Salazar & Hágsater) V.A. Albert & Börge Pett. 1994

## Hábitat
Esta orquídea epífitas se encuentran solamente en lugares determinados de Oaxaca, encontrándose en barrancos aterrazados, a unas alturas de unos 300 m, con exposición Norte ú Este de tal modo que se evita el sol directo del mediodía. Se desarrolla directamente sobre la roca o en detritus acumulados en oquedades de las rocas, siendo en este caso las plantas más vigorosas.
El clima de donde es oriunda con la primavera tardía de algunas lluvias, verano con lluvias abundantes y un periodo de sequía de más de tres meses durante el invierno.
Cuando Mexipedium fue descubierta en México, unos cuantos especímenes fueron retirados del medio ambiente para destinarlas a la propagación y evitar de este modo que el saqueo al que se verían sometidas acabara en su extinción. Hoy en día estas plantas están disponibles como propágulas. Esta planta está incluida en el CITES.

## Descripción
El género Mexipedium consta  de una sola especie, M. xerophyticum. Es una planta litófita, normalmente colgante la planta y las flores. Pseudobulbos ovoides , 4-6 cm en longitud y 2-3 cm en anchura, generalmente cubierto por una bráctea persistente con aspecto de papel.
Hojas de color verde 2-4 por pseudobulbo, elípticas, puntiaguda o algo romas, de 18-25 cm en longitud, 2-4 cm anchura.
Las inflorescencias de 5-18 cm de longitud con 1-2 flores blancas como la nieve (1.5-5.0 cm), con un estaminodio rosado y un pétalo incurvado. Las flores no tienen olor. Florecen en primavera  y a principios de verano.
Los caracteres anatómicos distintivos de M. xerophyticum son:
- A nivel de la hoja, una vena central inconspicua. Las células de la epidermis abaxial no diferenciadas en costales e intercostales. No tener células endodermales en la vaina de esclerénquima de los haces vasculares.
- A nivel de la raíz, la presencia de tilosomas de tipo esponjoso.
- Por la comparación con los otros 4 géneros de la subfamilia Cypripedioideae, se encontró que esta especie comparte más caracteres con Phragmipedium y Paphiopedilum, y sólo algunos con Selenipedium y Cypripedium.